# Biriba (fruit)
Biriba, segons el nom brasiler, (Rollinia deliciosa) és un fruit tropical proporcionat per una espècie d'arbre dins la família Annonaceae, que és natiu de l'Amèrica del Sud tropical. Es cultiva pels seus fruits en els tròpics i subtròpics.

## Descripció
És un arbre de creixement ràpid que arria a fer 15 m d'alt. En només quatre anys des que se sembra ja dona fruits. El fruit és gros cònic o arrodonit de colot groc quan madura. La superfície del fruit està coberta de proturberàncies toves. La polpa és molt tova i dolça amb gust de cítrics. Té moltes llavors que no es poden menjar.